# Бережани (станція)
Бережа́ни — тупикова вантажна залізнична станція 5-го класу Тернопільської дирекції Львівської залізниці на неелектрифікованій лінії Потутори — Бережани (завдожки 9 км). Розташована в місті Бережани Тернопільського району Тернопільської області. На станції здійснюються лише вантажні роботи.

## Пасажирське сполучення
Найближча залізнична станція Потутори (за 9 км), де здійснюється пасажирське приміське сполучення за напрямком Тернопіль — Підвисоке / Ходорів. 

## Історія
Станція відкрита 1897 року. Перегін Бережани — Потутори нині є відтинком колишньої залізниці Львів — Підзамче — Винники — Бережани — Потутори — Підгайці. В місті Львів також залишився відтинок цієї колишньої лінії — перегін Підзамче — Личаків (завдожки 8 км). На всій протяжності колишньої лінії є можливість побачити залишки залізничної інфраструктури.